# 柳川福三
柳川 福三（やながわ ふくぞう、1936年10月17日 - 1994年6月14日）は、愛知県出身の元プロ野球選手。
登録名は1961年 - 1963年は「柳川 福三」、1964年以降は「柳川 誉造」（やながわ しげぞう）。
日本プロ野球とアマチュア野球が長きにわたって断絶するきっかけとなった「柳川事件」の当事者として知られる。

## 来歴・人物

### アマチュア時代
中京商では、中山俊丈、加藤克巳のバッテリーと同期で、同校は1954年に春夏の甲子園に出場。春の選抜は1回戦で坂崎一彦らのいた浪商に敗退。夏の選手権は順調に勝ち進み、決勝で松浦三千男、興津達男を投打の柱とする静岡商を3-0で制し優勝を飾る。だが柳川自身は両大会ともベンチ入りメンバーに入っていない。
中京大学に進学し三塁手、四番打者として活躍。愛知大学野球リーグでは1957年春季リーグでチーム初優勝を飾る。
卒業後は日本生命に入社し外野手に転向。1959年から2年連続で都市対抗に出場した。社会人野球2シーズンで17本塁打、打率3割をマーク。

### プロ野球時代
1961年4月20日、プロ野球による社会人野球選手の引き抜き協定が無協定状態のまま、シーズン中に中日ドラゴンズと契約し入団。これに激怒したアマチュア球界は、長きにわたってプロ野球との関係を断つこととなる（柳川事件）。
1年目から一軍で起用され、三塁手、左翼手を兼ねて17試合に先発出場。しかし打撃面で低迷が続き、レギュラーには届かなかった。
1961年 - 1962年は外野手、1963年 - 1964年は内野手、1965年は捕手登録だった。1965年限りで引退。

### 引退後
その後中日スタヂアム関連会社へ就職したが、社長の自殺をきっかけに1973年5月に辞職し、エルビーへ転職。
引退後は周囲には野球について一切語らなくなり、大相撲の木瀬親方と知り合いになったこともあって、自分も元力士で通したりしていた。
1994年6月14日、白血病のため57歳で亡くなった。その訃報欄でも「プロ・アマ断絶問題のきっかけに」などと報じられていた。

## 詳細情報

### 年度別打撃成績
| 年 度     | 球 団     | 試 合 | 打 席 | 打 数 | 得 点 | 安 打 | 二 塁 打 | 三 塁 打 | 本 塁 打 | 塁 打 | 打 点 | 盗 塁 | 盗 塁 死 | 犠 打 | 犠 飛 | 四 球 | 敬 遠 | 死 球 | 三 振 | 併 殺 打 | 打 率 | 出 塁 率 | 長 打 率 | O P S |
| --------- | --------- | ----- | ----- | ----- | ----- | ----- | -------- | -------- | -------- | ----- | ----- | ----- | -------- | ----- | ----- | ----- | ----- | ----- | ----- | -------- | ----- | -------- | -------- | ----- |
| 1961      | 中日      | 33    | 60    | 54    | 4     | 11    | 1        | 0        | 0        | 12    | 0     | 0     | 0        | 0     | 0     | 6     | 0     | 0     | 12    | 1        | .204  | .283     | .222     | .506  |
| 1962      | 中日      | 15    | 14    | 13    | 1     | 2     | 0        | 0        | 0        | 2     | 1     | 0     | 0        | 0     | 0     | 1     | 0     | 0     | 2     | 0        | .154  | .214     | .154     | .368  |
| 1963      | 中日      | 31    | 57    | 57    | 5     | 9     | 2        | 0        | 1        | 14    | 2     | 0     | 0        | 0     | 0     | 0     | 0     | 0     | 15    | 0        | .158  | .158     | .246     | .404  |
| 1964      | 中日      | 64    | 75    | 68    | 3     | 17    | 5        | 0        | 1        | 25    | 8     | 0     | 1        | 0     | 1     | 5     | 0     | 1     | 13    | 1        | .250  | .307     | .368     | .674  |
| 1965      | 中日      | 1     | 1     | 1     | 0     | 0     | 0        | 0        | 0        | 0     | 0     | 0     | 0        | 0     | 0     | 0     | 0     | 0     | 1     | 0        | .000  | .000     | .000     | .000  |
| 通算：5年 | 通算：5年 | 144   | 207   | 193   | 13    | 39    | 8        | 0        | 2        | 53    | 11    | 0     | 1        | 0     | 1     | 12    | 0     | 1     | 43    | 2        | .202  | .251     | .275     | .526  |

### 背番号
- 52 （1961年）
- 29 （1962年）
- 14 （1963年 - 1964年）
- 44 （1965年）

### 登録名
- 柳川 福三 （やながわ ふくぞう、1961年 - 1963年）
- 柳川 誉造 （やながわ しげぞう、1964年 - 1965年）